# Vincenzo Berni degli Antoni
Vincenzo Berni degli Antoni (Bologna, 25 aprile 1747 – Bologna, 4 marzo 1828) è stato un avvocato e scrittore italiano.

## Biografia

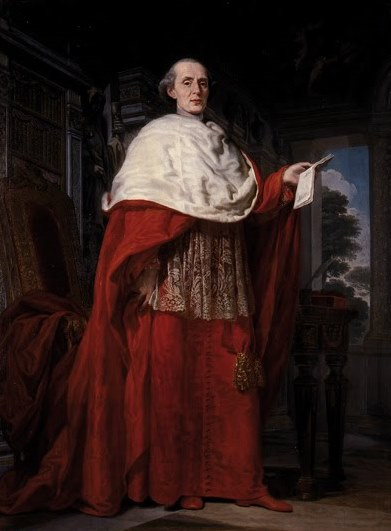
Giovanni Andrea Archetti

Figlio di Francesco e Virgilia Landi, borghesi benestanti, si laureò in utroque iure nell'ateneo bolognese per poi iniziare la professione forense. Nominato docente nella stessa Università cittadina, vi insegnò diritto civile e, in qualità di uditore di camera, prestò assistenza ai cardinali Archetti e Vincenti Mareri, legati pontifici della città e della provincia bolognese. 
Nel 1796, quando le truppe francesi entrarono nello Stato Pontificio, Berni rimase fedele al vecchio ordine politico e, non volendo prestare giuramento alle nuove autorità, abbandonò l'Ateneo. Rientrò nella vita pubblica solo nel 1799 quando gli austriaci occuparono Bologna. Con il successivo ritorno dei francesi, Berni, pur limitando il suo impegno al solo ambito municipalistico, si mostrò meno intransigente: accettò la nomina a commissario generale delle Finanze, divenne regio procuratore nel Tribunale di revisione e fu insignito del titolo di cavaliere dell'Ordine della Corona ferrea.
Caduto l'Impero napoleonico e restaurato il governo pontificio, nel 1816 fu nominato giudice di appello.
Consultato più volte per questioni legali da principi e da papa Pio VII, divenne uno degli avvocati più famosi del suo tempo. Scrisse numerosi articoli per il Giornale arcadico di scienze, lettere ed arti e alcune commedie. Tra le sue ultime opere è da citare un libello, pubblicato nel 1827, in polemica con il giurista Giovanni Vicini, dal titolo Osservazioni al voto consultivo del signor avvocato Giovanni Vicini nella causa di simultanea successione di cristiani, e di ebrei alla intestata eredità di un loro congiunto.... Il libello del Berni contesta, con toni antisemiti, le tesi di Vicini il quale, in ragione dei diritti sanciti nella legislazione napoleonica, si era espresso favorevolmente per la parità giuridica tra ebrei e cristiani in materia di successione.

## Opere

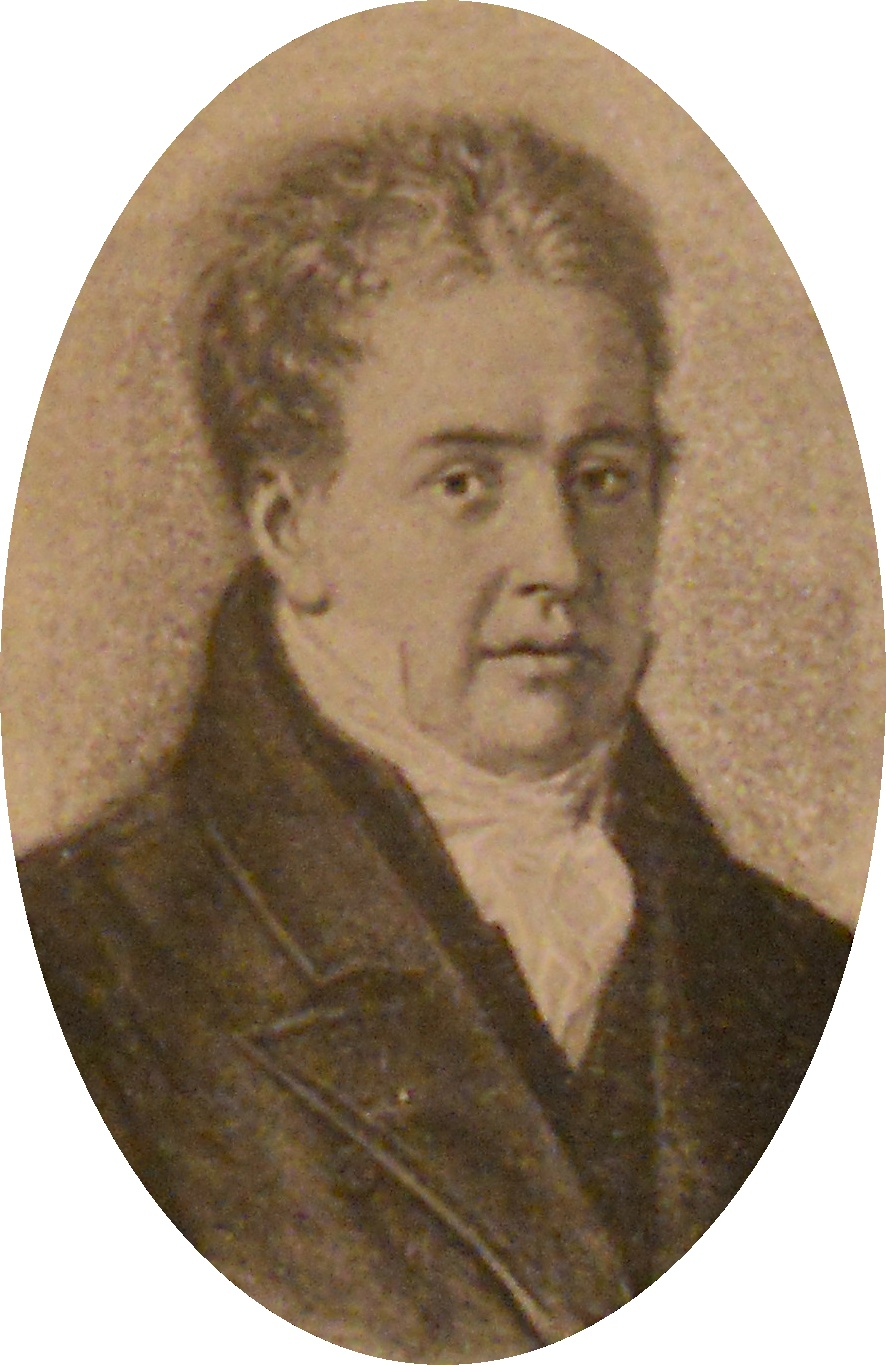
L'avvocato Giovanni Vicini. Contro le sue tesi giuridiche si espresse polemicamente il Berni

- Epigrammi alla egregia signora Angelica Kauffman celebre pittrice, Parma, co' tipi bodoniani, 1803.
- De vita Ioannis Donati centensis commentariolum, Bononiae, ex tipographia Iosephi Lucchesinii, 1815.
- Versi, Parma, Stamperia imperiale, 1816.
- Di qual modo usar si debba delle acque porrettane. Canto Bernesco, Imola, Tipografia del Seminario, 1820.
- L'Adulatore. Commedia in tre atti, Bologna, presso Annesio Nobili, 1822.
- Disamina degli Elementi di zoologia del signor professore abbate Camillo Ranzani, Forlì, Stamperia Casali, 1820.
- Osservazioni intorno alla tragedia di Sofocle intitolata Edipo re e risposta alle critiche di alcuni autori,   Bologna, Tipografia Felsinea di Romano Turchi Battarra, 1823.
- Sulla mitologia scandinava del sig. abate Giovan Battista Bruni. Dal Giornale Arcadico volume di agosto, Roma, Stamperia del Giornale Arcadico, presso Antonio Boulzaler, 1825.
- Commedie del cavaliere avvocato Vincenzo Berni degli Antonj,  Bologna, presso Turchi, Veroli e Comp., 1825. Comprende:

Il sospettoso;
Le tre sorelle;
L'adulatore;
La magie sans le secours du diable, ecrite en italien et traduite par madame la comtesse Olympe de Morared d'Arce de' Bianchi;
L'irresoluto;
Il Tartuffo.
- Osservazioni al voto consultivo del signor avvocato Giovanni Vicini nella causa di simultanea successione di cristiani, e di ebrei alla intestata eredità di un loro congiunto dell'avvocato Vincenzo Berni degli Antonj ..., Bologna, dai tipi del Nobili e Comp., 1827.
- Voto politico-legale per la città di Bologna, Parigi, [s.n.], 1831.